# Mohammed Al-Kwikbi
Mohammed Al-Kwikbi (en árabe: محمد مرزوق الكويكبي‎; Yauf, 2 de diciembre de 1994) es un futbolista saudí que juega en la demarcación de extremo para el Al-Taawoun F. C. de la Liga Profesional Saudí.

## Selección nacional
Hizo su debut con la selección de fútbol de Arabia Saudita el 26 de febrero de 2018 en un encuentro amistoso contra Moldavia que finalizó con un resultado de 3-0 a favor del combinado saudí tras los goles de Omar Hawsawi, Taisir Al-Jassam y de Muhannad Assiri.

## Clubes
| Club             | País           | Año       | Partidos | Goles |
| ---------------- | -------------- | --------- | -------- | ----- |
| Al-Orobah F. C.  | Arabia Saudita | 2012-2016 | 26       | 2     |
| Ettifaq F. C.    | Arabia Saudita | 2016-2024 | 190      | 38    |
| Al-Taawoun F. C. | Arabia Saudita | 2024-     | 31       | 6     |